# Emil von Hacke
Emil Eugen Ludwig Julius comte von Hacke (né le 5 février 1814 à Krackow et mort le 26 mars 1887 à Hanovre) est un lieutenant général prussien.

## Biographie

### Origine
Emil est le fils du seigneur auf Krackow et de Penkun (de) August von Hacke (de) (1772-1848) et de son épouse Wilhelmine, née von Kummer (de) (1776-1850). Son père est un major prussien, plus récemment dans le 4e régiment de dragons « von Katte », et est grièvement blessé lors de la bataille d'Iéna. Le lieutenant-général Georg Leopold Gustav August von Hake est son oncle et sa sœur Luise Antoniette Eleonore (1799-1874) est mariée au général Karl von Prittwitz.

### Carrière militaire
Hacke étudie aux maisons des cadets de Potsdam et de Berlin. Il est ensuite nommé sous-lieutenant le 10 août 1831 dans le 1er régiment à pied de la Garde, initialement placé au-dessus du budget le 20 juillet 1832 et dans le budget le 22 mai 1834. À la mi-octobre 1839, il reçoit le commandement comme adjudant du bataillon d'infanterie d'entraînement. Il est regroupé comme premier lieutenant dans son régiment le 14 janvier 1845 et affecté au bataillon d'infanterie d'entraînement le 19 avril 1846, conservant son poste. Pendant la guerre contre le Danemark en 1849, il participe avec son régiment aux batailles d'Alminde (de), de Veile et d'Horsens. Le 10 mai 1849, Hacke est promu capitaine et commandant de compagnie. Promu major le 13 décembre 1856, il est nommé simultanément commandant du 3e bataillon du 17e régiment de la Landwehr  à Gueldre. Le 8 mai 1860, il est nommé chef de bataillon du 17e régiment d'infanterie combiné, qui deviendra peu après le 57e régiment d'infanterie. Hacke commande le bataillon de fusiliers et est promu lieutenant-colonel le 18 octobre 1861 à l'occasion des célébrations du couronnement du roi Guillaume Ier. À ce titre, il prend le commandement du 38e régiment de fusiliers à Glogau le 7 avril 1863. À ce poste, il est promu colonel à la mi-mars 1863 et devient commandant le 7 avril 1863 du 24e régiment d'infanterie. Hacke dirige cette unité dans la guerre contre le Danemark en 1864 lors des batailles de Wilhoi, de Stederuper Holz, de Rackebüll et d'Osterkirch. Il participe à la prise de la redoute de Düppel et à la traversée vers Alsen. Pour son comportement, il reçoit l'ordre de l'Aigle rouge de 3e classe avec épées et l'prdre Pour le Mérite. Les États alliés décernent à Hacke la Croix du Mérite militaire de Mecklembourg, l'ordre de la Couronne de fer de 2e classe avec décoration de guerre et la croix de Commandeur de l'ordre de la Couronne de Wende.
Pendant la guerre contre l'Autriche, il participe à la bataille de Sadowa en 1866 et, après l'accord de paix, est nommé commandant de la 38e brigade d'infanterie à Hanovre, avec un poste à la suite dans son régiment. À ce poste, il est promu major général le 31 décembre 1866 avec un brevet daté du 30 octobre 1866. Récompensé de l'ordre de l'Aigle rouge de 2e classe avec feuilles de chêne et des épées sur l'anneau, Hacke reçoit une pension le 10 février 1870.
Lors de la mobilisation pour la guerre contre la France, Hacke est réactivé le 18 juillet 1870 et initialement comme commandant adjoint de la 38e brigade d'infanterie. Il reçoit le commandement le 10 décembre 1870 de la 2e brigade de Landwehr de la Garde et est remis au service inactif le 25 mars 1871, recevant le grade de lieutenant général. Il sert brièvement du 16 mai au 19 juin 1871 comme commandant adjoint de la 13e brigade d'infanterie puis de la 37e brigade d'infanterie. Le 28 décembre 1872, il reçoit l'Étoile de l'ordre de l'Aigle rouge de 2e classe avec feuilles de chêne et épées sur l'anneau et est libérée de son commandement. Il décède célibataire le 26 mars 1887 à Hanovre.